# Limnophila (Limnophila) procella
Limnophila (Limnophila) procella is een tweevleugelige uit de familie steltmuggen (Limoniidae). De soort komt voor in het Neotropisch gebied.